# Evelyn Boyd Granville
Evelyn Boyd Granville (Washington D.C., 1 mei 1924 – Silver Spring (Maryland), 27 juni 2023) was een van de eerste Afro-Amerikaanse vrouwen die promoveerden in de wiskunde. Boyd Granville promoveerde in 1949 aan de Yale-universiteit. Haar laatste functie was hoogleraar aan de Universiteit van Texas.

## Opleiding
Evelyn Boyd werd geboren in Washington DC. Haar vader werkte als conciërge en scheidde van haar moeder toen Boyd nog jong was. Boyd en haar zus werden opgevoed door hun moeder en tante die beiden werkten bij het Bureau of Engraving and Printing. Ze doorliep de Dunbar High School, in die tijd weliswaar een gesegregeerde school, maar desondanks een kwalitatief goede school voor zwarte studenten.
Dankzij financiële ondersteuning van haar tante - en iets later - met een kleine studiebeurs van studentenorganisatie Phi Delta Kappa, ging Boyd in het najaar van 1941 naar Smith College. Ze studeerde af in wiskunde en natuurkunde, maar had ook een grote belangstelling voor astronomie. Ze studeerde summa cum laude af in 1945.
Met een studiebeurs van de Smith Student Aid Society van Smith College schreef Boyd verschillende post-graduate programma's in wiskunde aan. Ze werd zowel aan Yale als aan de Universiteit van Michigan aangenomen. Ze koos voor Yale omdat ze daar financiële ondersteuning zou kunnen ontvangen. Onder de supervisie van Einar Hille studeerde ze functionaalanalyse. Ze promoveerde in 1949 met haar dissertatie "On Laguerre Series in the Complex Domain." Hiermee was Boyd Granville de tweede Afro-Amerikaanse die promoveerde in de wiskunde. Euphemia Lofton-Haynes behaalde haar doctoraat in de wiskunde 6 jaar eerder in 1943.

## Carrière
In 1950 ging Boyd Granville lesgeven aan Fisk University (Nashville, Tennessee), een opleiding voor zwarte studenten. Voor een prestigieuzere baan kwam ze als zwarte vrouw in die tijd niet in aanmerking. Twee van haar studenten aan de Fisk University, Vivienne Malone-Mayes en Etta Zuber Falconer, promoveerden later zelf ook in de wiskunde.
In 1952 verliet Boyd Granville de academische wereld en ging zij terug naar Washington DC. Ze ging werken bij de Diamond Ordnance Fuze Laboratories. Na vier jaar vertrok ze naar IBM waar ze computerprogrammeur werd. Bij IBM werkte Boyd Granville aan de ruimteprogramma's Project Vanguard en Project Mercury. Ze analyseerde onder andere de ruimtebanen van satellieten en ze ontwikkelde computerprocedures. In 1957 verhuisde ze naar New York.
In 1960 trouwde ze met dominee Gamaliel Mansfield Collins. Met hem verhuisde Boyd naar Los Angeles waar ze ging werken voor de U.S. Space Technology Laboratories. In 1962 ging ze aan de slag bij het North American Aviation Space and Information Systems Division. Daar werkte ze aan verschillende projecten van het Apolloprogramma zoals hemelmechanica, trajectberekening en "digitale computertechnieken". In 1967 scheidde Boyd Granville van haar echtgenoot.
Nadat ze - gedwongen na een reorganisatie - IBM verlaten had, werd ze in 1967 hoogleraar wiskunde aan de California State University, Los Angeles in 1967. In 1970 trouwde Boyd Granville met makelaar Edward V. Granville. Na haar pensionering bij CSULA in 1984 gaf ze vier jaar les aan het Texas College in Tyler, Texas. In 1990 werd ze hoogleraar wiskunde aan de Universiteit van Texas.

## Eerbetoon
In 1989 ontving ze een ere-doctoraat van het Smith College. Dit was het eerste doctoraat dat werd gegeven door een Amerikaanse organisatie aan een vrouwelijke Afro-Amerikaanse wiskundige.
Ze werd aangesteld aan de Sam A. Lindsey leerstoel aan de Universiteit van Texas (1990-1991).
In 1999 werd ze door de Amerikaanse National Academy of Sciences opgenomen in hun portretgalerij van Afro-Amerikanen in de wetenschap.
Granville stierf vredig in haar appartement in Silver Spring.
- International Standard Name Identifier: 0000 0000 4762 1390
- Library of Congress Control Number: nr00037283
- Mathematics Genealogy Project: 7500
- Nationale Bibliotheek van Israël: 987007354581405171
- Virtual International Authority File: 76157097
- WorldCat: E39PBJqBqg8cpPxRmvtWT767pP